# Arquidiocese de Santiago de Guatemala
A Arquidiocese de Santiago de Guatemala (Archidiœcesis Sancti Jacobi in Guatemala) é uma circunscrição eclesiástica da Igreja Católica situada em Cidade da Guatemala, Guatemala. Seu atual arcebispo é Gonzalo de Villa y Vásquez, S.J. Sua Sé é a Catedral Primaz Metropolitana de Santiago.
Possui 142 paróquias servidas por 531 padres, contando com 4807000 habitantes, com 80% da população jurisdicionada batizada.

## História
A diocese da Guatemala foi erigida em 18 de dezembro de 1534, com território desmembrado da diocese de Santo Domingo (atualmente arquidiocese). Originalmente era sufragânea da arquidiocese de Sevilha.
Em 12 de fevereiro de 1546 passou a fazer parte da província eclesiástica da arquidiocese da Cidade do México.
Em 23 de junho de 1603 foi ampliada com a inclusão do território da diocese de Verapaz, que foi suprimida.
Em 16 de dezembro de 1743 foi elevada ao posto de arquidiocese metropolitana com a bula Ad supremum catholicæ do Papa Bento XIV.
Sucessivamente cedeu várias partes do seu território para a criação de novas dioceses:
- em 28 de setembro de 1842 para a ereção da diocese de San Salvador (atual arquidiocese);
- em 27 de julho de 1921 para a criação da diocese de Quetzaltenango Los Altos (atual arquidiocese de Los Altos Quetzaltenango-Totonicapán) e do vicariato apostólico de Verapaz-Petén (atual diocese de Verapaz);
- em 10 de março de 1951 para a criação da diocese de Jalapa, de Sololá (atual diocese de Sololá-Chimaltenango) e de Zacapa;
- em 9 de maio de 1969 para a criação da prelazia de Escuintla (hoje diocese):
- em 27 de abril de 1996 para a criação da diocese de Santa Rosa de Lima.

Desde 16 de setembro de 1956 a 24 de junho de 1986 foi unida aeque principaliter à prelazia de Santo Cristo de Esquipulas.
Em 25 de abril de 2013 modificou o próprio nome eclesiástico para "Santiago de Guatemala".

## Prelados
| #                      | Nome                                                       | Período     | Notas                                              |
| Arcebispos             | Arcebispos                                                 | Arcebispos  | Arcebispos                                         |
| ---------------------- | ---------------------------------------------------------- | ----------- | -------------------------------------------------- |
| 20º                    | Gonzalo de Villa y Vásquez, S.J.                           | 2020 -      | Atual                                              |
| 19º                    | Óscar Julio Vian Morales, S.D.B.                           | 2010 - 2018 |                                                    |
| 18º                    | Rodolfo Cardeal Quezada Toruño                             | 2001 - 2010 |                                                    |
| 17º                    | Próspero Penados del Barrio                                | 1983 - 2001 |                                                    |
| 16º                    | Mario Cardeal Casariego y Acevedo, C.R.S.                  | 1964 - 1983 |                                                    |
| 15º                    | Mariano Rossell y Arellano                                 | 1939 - 1964 |                                                    |
| 14º                    | Luis Durou y Sure, C.M.                                    | 1928 - 1938 |                                                    |
| 13º                    | Luis Javier Muñoz y Capurón, S.J.                          | 1921 - 1927 |                                                    |
| 12º                    | Julián Raymundo Riveiro y Jacinto, O.P.                    | 1914 - 1921 |                                                    |
| 11º                    | Ricardo Casanova y Estrada                                 | 1886 - 1913 |                                                    |
| 10º                    | José Bernardo Piñol y Aycinena                             | 1867 - 1881 |                                                    |
| 9º                     | Francisco de Paul García Peláez                            | 1845 - 1867 |                                                    |
| 8º                     | Francisco Ramón Valentín de Casaus y Torres, O.P.          | 1815 - 1845 |                                                    |
| 7º                     | Rafael de La Vara                                          | 1806 - 1809 |                                                    |
| 6º                     | Luis Ignatius Peñalver y Cárdenas                          | 1801 - 1805 |                                                    |
| 5º                     | Juan Félix de Villegas                                     | 1793 - 1800 |                                                    |
| 4º                     | Cayetano Francos y Monroy                                  | 1778 - 1792 |                                                    |
| 3º                     | Pedro Cortez y Larraz                                      | 1766 - 1779 | Nomeado Arcebispo (título pessoal) de Tortosa      |
| 2º                     | Francisco José de Figueredo y Victoria                     | 1752 - 1765 |                                                    |
| 1º                     | Pedro Pardo de Figueroa, O.M.                              | 1743 - 1751 |                                                    |
| Arcebispos-coadjutores |                                                            |             |                                                    |
|                        | Mario Casariego y Acevedo, C.R.S.                          | 1963-1964   |                                                    |
|                        | Francisco de Paul García Peláez                            | 1843-1845   |                                                    |
| Bispos                 |                                                            |             |                                                    |
| 19º                    | Pedro Pardo de Figueroa, O.M.                              | 1735 - 1743 | Elevado à Arcebispo                                |
| 18º                    | Juan Leandro Gómez de Parada Valdez y Mendoza              | 1728 - 1735 | Nomeado Bispo de Guadalajara                       |
| 17º                    | Nicolás Carlos Gómez de Cervantes y Velázquez de la Cadena | 1723 - 1726 | Nomeado Bispo de Guadalajara                       |
| 16º                    | Juan Bautista Álvarez de Toledo, O.F.M. Obs.               | 1713 - 1723 | Nomeado Bispo de Guadalajara                       |
| 15º                    | Mauro de Larreátegui y Colón, O.S.B.                       | 1703 - 1711 |                                                    |
| 14º                    | Andrés de las Navas y Quevedo, O. de M.                    | 1682 - 1702 |                                                    |
| 13º                    | Juan de Ortega Cano Montañez y Patiño                      | 1675 - 1682 | Nomeado Bispo de Michoacán                         |
| 12º                    | Juan de Sancto Mathía Sáenz de Mañozca y Murillo           | 1668 - 1675 |                                                    |
| 11º                    | Payo Enríquez de Rivera y Manrique, O.S.A.                 | 1657 - 1668 | Nomeado Arcebispo do México                        |
| 10º                    | Juan Garcilaso de la Vega                                  | 1651 - 1654 |                                                    |
| 9º                     | Bartolomé González Soltero                                 | 1641 - 1650 |                                                    |
| 8º                     | Agustín de Ugarte y Sarabia                                | 1630 - 1640 | Nomeado Bispo de Arequipa                          |
| 7º                     | Juan de Zapata y Sandoval, O.S.A.                          | 1621 - 1630 |                                                    |
| 6º                     | Pedro de Valencia                                          | 1615–1617   | Nomeado Bispo de La Paz                            |
| 5º                     | Juan de las Cabezas Altamirano                             | 1610 - 1615 | Nomeado Bispo de Arequipa                          |
| 4º                     | Juan Ramírez de Arellano, O.P.                             | 1600 - 1609 |                                                    |
| 3º                     | Pedro Gómez (Fernández) de Córdoba, O.S.H.                 | 1574 - 1598 |                                                    |
| 2º                     | Bernardino de Villalpando, C.R.S.A.                        | 1564 - 1569 |                                                    |
| 1º                     | Francisco Marroquín Hurtado                                | 1523 - 1563 |                                                    |
| Bispo-coadjutor        |                                                            |             |                                                    |
|                        | Fernando Ortiz de Hinojosa                                 | 1598        | Não assumiu                                        |
| Bispos-auxiliares      |                                                            |             |                                                    |
|                        | Eddy René Calvillo Díaz                                    | 2024-       | Atual                                              |
|                        | Tulio Omar Pérez Rivera                                    | 2022-       | Atual                                              |
|                        | José Cayetano Parra Novo , O.P.                            | 2016-2021   | Nomeado Bispo de Santa Rosa de Lima                |
|                        | Raúl Antonio Martinez Paredes                              | 2007-2023   | Bispo auxiliar emérito                             |
|                        | Gustavo Rodolfo Mendoza Hernández                          | 2004-2016   | Bispo auxiliar emérito                             |
|                        | Gonzalo de Villa y Vásquez , S.J.                          | 2004-2007   | Nomeado Bispo de Sololá-Chimaltenango              |
|                        | Mario Enrique Ríos Mont , C.M.                             | 1987-2010   | Bispo auxiliar emérito                             |
|                        | Juan José Gerardi Conedera                                 | 1984-1998   |                                                    |
|                        | Julio Amílcar Bethancourt Fioravanti                       | 1982-1984   | Nomeado Bispo de San Marcos                        |
|                        | Eduardo Ernesto Fuentes Duarte                             | 1980-1982   | Nomeado Bispo coadjutor de Sololá-Chimaltenango    |
|                        | Luis Mario Martínez de Lejarza Valle, S.J.                 | 1968-1980   |                                                    |
|                        | James Richard Ham, M.M.                                    | 1967-1979   | Nomeado Bispo auxiliar de Saint Paul e Minneapolis |
|                        | José Ramiro Pellecer Samayoa                               | 1967-2010   | Bispo auxiliar emérito                             |
|                        | Mario Casariego y Acevedo, C.R.S.                          | 1958-1963   | Nomeado Arcebispo coadjutor                        |
|                        | Rafael González Estrada                                    | 1955-1984   |                                                    |
|                        | Miguel Angel García y Aráuz                                | 1944-1951   | Nomeado Bispo de Jalapa                            |
|                        | Emmanuele Francesco Barrutia y Croquer                     | 1865-1879   |                                                    |
|                        | José María Barrutia y Croquer                              | 1859-1864   |                                                    |
|                        | Juan José de Aycinena y Piñol                              | 1859-1865   |                                                    |
|                        | Juan Félix de Jesús Zepeda, O.F.M. Obs.                    | 1859-1861   | Nomeado Bispo de Comayagua                         |
|                        | Antonio Larrazábal                                         | 1839-1846   | Bispo eleito em 1839, mas não recebeu a ordenação. |
|                        | Miguel Cilieza y Velasco                                   | 1765-1767   | Nomeado Bispo de Chiapas (Ciudad Real de Chiapas)  |